# Paolo Alvazzi del Frate
Paolo Alvazzi del Frate (Torino, 7 maggio 1959) è un giurista italiano.

## Biografia
Storico del diritto, si è interessato prevalentemente dell'epoca moderna e contemporanea. Le sue ricerche, concentrate soprattutto sulla storia giuridica francese, hanno affrontato la storia della giustizia e degli ordinamenti giudiziari e l'evoluzione della cultura giuridica e delle università. Attualmente professore ordinario di “Storia del diritto medievale e moderno", presso il Dipartimento di Giurisprudenza dell'Università Roma Tre, insegna anche presso la facoltà giuridica dell'Università Paris V Descartes. 
Ha insegnato in precedenza presso le Facoltà di Scienze politiche e di Lettere dell'Università La Sapienza di Roma. 
Direttore, e fondatore della rivista Historiaetius, rivista italiana di storia giuridica in formato digitale. Fa parte del comitato scientifico di diverse riviste di storia del diritto.

## Formazione e professione
Ha svolto i suoi studi presso l'Università di Roma "La Sapienza" ove è divenuto ricercatore alla Facoltà di Scienze politiche nel 1992. In seguito professore associato in Storia del diritto italiano, presso l'Università di Roma “La Sapienza”, Facoltà di Lettere e Filosofia. Dal 2003, professore di I fascia in Storia del diritto medievale e moderno presso l'Università Roma Tre ove insegna Storia del diritto medievale e moderno, Storia delle codificazioni moderne e Storia del diritto pubblico. Ha insegnato presso le università Paris II, Paris V, Paris XIII, Poitiers, Bordeaux IV, e presso l'Ecole des Chartes. Ha tenuto seminari presso l'Ecole Nationale de la Magistrature di Bordeaux.

## Scritti
- Università napoleoniche negli "Stati romani". Il Rapport di Giovanni Ferri de Saint-Constant sull'istruzione pubblica (Roma 1995);
- Il giudice naturale. Prassi e dottrina in Francia dall'Ancien Régime alla Restaurazione (Roma 1999);
- L'interpretazione autentica nel XVIII secolo. Divieto di interpretatio e “riferimento al legislatore” nell'Illuminismo giuridico (Torino 2000);
- Giurisprudenza e référé législatif in Francia nel periodo rivoluzionario e napoleonico, (Torino 2005);
- Il costituzionalismo moderno. Appunti e fonti di storia del diritto pubblico (Torino 2007);
- Appunti di storia degli ordinamenti giudiziari. Dall'assolutismo francese all'Italia repubblicana (Roma 2009)
- Giustizia e garanzie giurisdizionali. Appunti di storia degli ordinamenti giudiziari (Torino 2011)
- Individuo e comunità. Considerazioni storico-giuridiche sull'individualismo (Torino 2019)